# Kdegraphics
O Kdegraphics é um pacote de softwares livres (e parte do gerenciador de janelas KDE) destinado ao trabalho com gráficos e similares em distribuições linux.

## Lista de programas
- Kcoloredit
- Kdvi
- Kfax, visualização e gerenciamento de fax
- Kgamma, ajuste de cores para a exibição
- KGhostView, visualizador PostScript/PDF
- KIconEdit, editor de ícones
- Kooka, scanners e reconhecimento OCR
- Kpaint, edição e criação de gráficos
- KPovModeler, modelador 3D para POV-Ray
- Kruler
- Ksnapshot, captura de tela
- Kuickshow
- KView
- Kio kamera, transferência de imagens a partir de câmeras digitais